# البهائية في أمريكا الشمالية

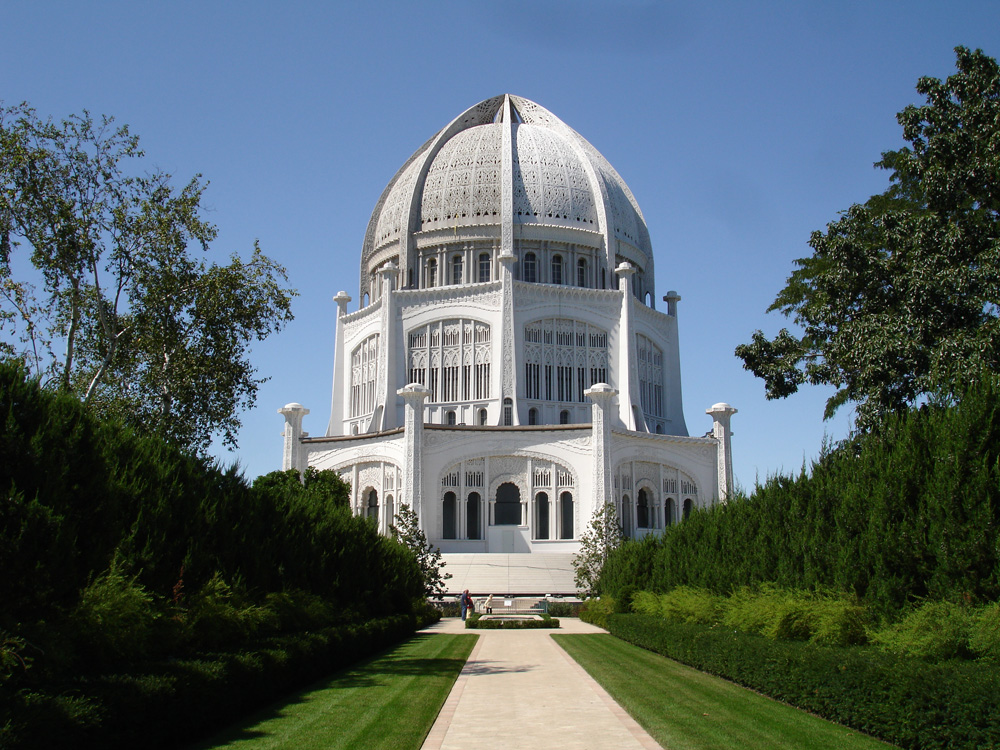
معبد البهائيين في ويلميت، إلينوي، الولايات المتحدة، والمعروف أيضًا باسم معبد شيكاغو البهائي

زار عبد البهاء، نجل بهاء الله، مؤسس الدين البهائي، الولايات المتحدة وكندا في عام 1912. تم الانتهاء من بناء دور العبادة البهائية في ويلميت، إلينوي، الولايات المتحدة الأمريكية في عام 1953 وفي مدينة بنما، بنما في عام 1972.

## التاريخ

### عبد البهاء
زار عبد البهاء، نجل بهاء الله، مؤسس الديانة البهائية، الولايات المتحدة وكندا في عام 1912.
كتب عبد البهاء سلسلة من الرسائل، أو الألواح، إلى أتباع الدين في الولايات المتحدة في عامي 1916 و1917؛ وقد تم تجميع هذه الرسائل معًا في كتاب بعنوان ألواح الخطة الإلهية. كانت اللوحة السادسة هي الأولى التي تذكر مناطق أمريكا اللاتينية، وقد كتبت في 8 أبريل/نيسان 1916، ولكن تأخر تقديمها في الولايات المتحدة حتى عام 1919—بعد نهاية الحرب العالمية الأولى وجائحة الإنفلونزا الإسبانية. كانت الإجراءات الأولى التي اتخذتها الجماعة البهائية تجاه أمريكا اللاتينية هي تلك التي قام بها عدد قليل من الأفراد الذين قاموا برحلات إلى المكسيك وأمريكا الجنوبية قبل أو بالقرب من هذا الكشف في عام 1919، بما في ذلك السيد والسيدة فرانكلاند، والأفراد الذين تم تعيينهم فيما بعد كأيدي للقضية مثل روي سي. فيلهلم، ومارثا روت. تمت ترجمة اللوح السادس وتقديمه من قبل ميرزا أحمد سهراب في 4 أبريل 1919، ونشر في مجلة نجم الغرب في 12 ديسمبر 1919.
يقول قداسة المسيح: اذهبوا إلى شرق العالم وغربه وادعوا الشعوب إلى ملكوت الله.... (السفر إلى) جزر الهند الغربية، مثل كوبا، وهايتي، وبورتوريكو، وجامايكا، وجزر الأنتيل الصغرى (التي تشمل باربادوس)، وجزر الباهاما، وحتى جزيرة واتلينج الصغيرة، لها أهمية كبيرة...

### التاريخ اللاحق
في عام 1927، كانت ليونورا أرمسترونج أول بهائية تزور العديد من هذه البلدان حيث ألقت محاضرات عن الدين كجزء من خطتها لاستكمال نية مارثا روت غير المحققة بزيارة جميع بلدان أمريكا اللاتينية لغرض تقديم الدين للجمهور.
كتب شوقي أفندي، رئيس الدين بعد وفاة عبد البهاء في عام 1921، برقية في 1 مايو 1936 إلى المؤتمر البهائي السنوي للولايات المتحدة وكندا، وطلب البدء في التنفيذ المنهجي لرؤية عبد البهاء. وكتب في برقيته:

نداءٌ إلى الوفود المجتمعة للتأمل في النداء التاريخي الذي عبّر عنه عبد البهاء في ألواح الخطة الإلهية. نحثّ على إجراء مداولات جادة مع المجلس الوطني القادم لضمان تنفيذه الكامل. القرن الأول من العصر البهائي يُشرف على نهايته. البشرية تدخل أخطر مراحل وجودها. فرص هذه الساعة ثمينةٌ للغاية. نسأل الله أن تحتضن كل ولاية في الجمهورية الأمريكية وكل جمهورية في القارة الأمريكية، قبل نهاية هذا القرن المجيد، نور دين بهاء الله، وأن تُرسي الأساس الهيكلي لنظامه العالمي.

وبعد برقية الأول من مايو، جاءت برقية أخرى من حضرة شوقي أفندي في التاسع عشر من مايو تدعو إلى إنشاء رواد دائمين في جميع بلدان أمريكا اللاتينية. وقد عين المجلس الروحي الوطني البهائي للولايات المتحدة وكندا لجنة مشتركة بين الأمريكتين لتتولى مسؤولية الاستعدادات. خلال المؤتمر البهائي لأمريكا الشمالية عام 1937، أرسل شوقي أفندي برقية نصح فيها المؤتمر بإطالة مداولاتهم للسماح للمندوبين والجمعية الوطنية بالتشاور حول خطة من شأنها تمكين البهائيين من الذهاب إلى أمريكا اللاتينية بالإضافة إلى تضمين استكمال الهيكل الخارجي لبيت العبادة البهائي في ويلميت، إلينوي. في عام 1937، أعطت الخطة السبعية الأولى (1937–1944)، وهي خطة دولية صممها شوقي أفندي، البهائيين الأميركيين هدف إقامة الدين البهائي في كل دولة في أميركا اللاتينية. مع انتشار البهائيين الأميركيين في أميركا اللاتينية، بدأت المجتمعات البهائية والجمعيات الروحية المحلية بالتشكل في عام 1938 في بقية أنحاء أميركا اللاتينية.
بحلول عام 1944، كان لكل ولاية في الولايات المتحدة هيئة إدارية بهائية محلية واحدة على الأقل. في عام 1946، بدأت حركة رائدة عظيمة، وهي الحملة العشرية، حيث تم في نهاية المطاف تهجير ستين بالمائة من أفراد المجتمع البهائي البريطاني على سبيل المثال.
في عام 1951، نظم البهائيون جمعية وطنية إقليمية لتجمع المكسيك وأميركا الوسطى وجزر الأنتيل. شكلت العديد من المقاطعات جمعيتها الوطنية الخاصة في عام 1961. واستمر آخرون في تنظيم أنفسهم في مناطق إقليمية أصبحت أصغر حجماً تدريجياً. منذ عام 1966 أعيد تنظيم المنطقة بين البهائيين في ليوارد وويندوارد وجزر فيرجن مع مقرها في شارلوت أمالي.
في عام 1953، تم الانتهاء من بناء دار عبادة بهائية في ويلميت، إلينوي.
قامت يد القضية روحيه خانوم بجولة في جزر الكاريبي لمدة خمسة أسابيع في عام 1970.

## كندا

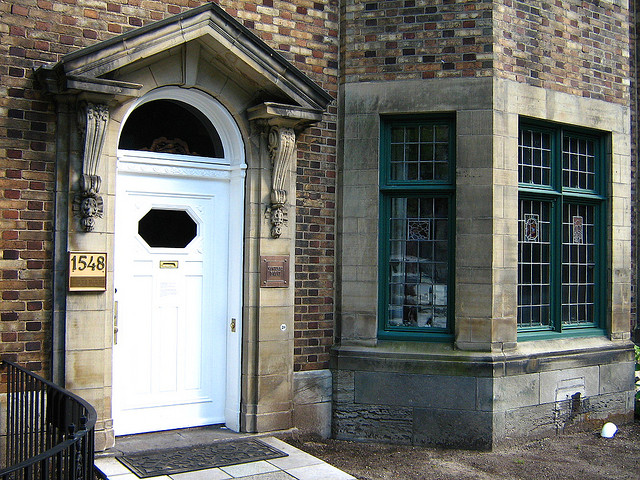
منزل ماي وويليام ماكسويل، المنزل الخاص الوحيد في كندا الذي أقام فيه عبد البهاء.

سجل تعداد كندا لعام 2011 للمسح الوطني للأسر وجود 18،945 بهائيًا. في عام 2018، ذكر الموقع الرسمي للجماعة البهائية في كندا أن لديها حوالي 30 ألف عضو، مع وجود جمعية روحية في معظم المجتمعات البهائية التي يبلغ عددها حوالي 1200 مجتمع في جميع أنحاء المقاطعات والأقاليم الثلاثة عشر في كندا. كندا هي دولة ثنائية اللغة (إنجليزية–فرنسية) رسميًا، ولديها أيضًا عدد كبير من السكان (حوالي 5% من إجمالي السكان) من السكان الأصليين ؛ وتشير الجماعة البهائية في كندا إلى أن عضويتها متنوعة للغاية، حيث يتحدث سكانها الفرنسية والإنجليزية، وأكثر من 18% منهم من الأمم الأولى وخلفيات الإنويت، و30% من المولودين في الخارج الذين هاجروا إلى كندا.
إن المجتمع الكندي هو أحد أقدم المجتمعات الغربية، وفي وقت ما كان يشترك في جمعية روحية وطنية مشتركة مع الولايات المتحدة، وهو أحد المستفيدين المشتركين من ألواح عبد البهاء للخطة الإلهية. كانت أول امرأة من أمريكا الشمالية تعلن نفسها بهائية هي السيدة كيت سي إيفز، من أصل كندي، على الرغم من أنها لم تكن تعيش في كندا في ذلك الوقت. يشير موجان مومن، في مراجعة «أصول الجماعة البهائية في كندا، 1898–1948»، إلى أن «عائلة ماجي... يُنسب إليها جلب الدين البهائي إلى كندا. أصبحت إديث ماجي بهائية في عام 1898 في شيكاغو وعادت إلى منزلها في لندن، أونتاريو، حيث أصبحت أربع نساء أخريات من أفراد عائلتها بهائيات. أصبحت هذه الغلبة من النساء المتحولات سمة من سمات المجتمع البهائي الكندي...»
تشير تقارير هيئة الإحصاء الكندية إلى وجود 14730 بهائيًا في بيانات تعداد عام 1991 و18020 في بيانات تعداد عام 2001. ومع ذلك، فإن جمعية أرشيف بيانات الأديان (بالاعتماد على الموسوعة المسيحية العالمية) تقدر عدد البهائيين بحوالي 46،600 في عام 2005. تتوفر بعض إصدارات أخبار البهائيين الكنديين.
في عام 1909، انتخب البهائيون في الولايات المتحدة وكندا لجنة تنفيذية مكونة من تسعة أعضاء لوحدة معبد البهائي، وهي هيئة استشارية قارية تم تشكيلها لبناء دار العبادة البهائية في إلينوي، لتكون بمثابة المعبد القاري لأمريكا الشمالية. كما قامت هذه المجموعة بتنسيق انتشار الدين البهائي في جميع أنحاء أمريكا الشمالية، وراجعت المنشورات البهائية للتأكد من دقتها، وفي عام 1925 أنشأت الجمعية الروحية الوطنية الرسمية للولايات المتحدة الأمريكية وكندا. في عام 1948، وبعد أن ازداد عدد أعضائها وتنوعها، قامت الجماعة البهائية في كندا بتشكيل جمعيتها الروحية الوطنية الخاصة بها. تنسق هذه الجمعية الروحية الوطنية انتشار الدين البهائي في جميع أنحاء كندا وتراجع المنشورات البهائية، وتنشرها من خلال النشر ثنائي اللغة باللغتين الفرنسية والإنجليزية، دراسات البهائية، الذي تم استبداله في عام 1988 بمجلة دراسات البهائية ثلاثية اللغة الفرنسية والإنجليزية والإسبانية، وكلاهما نُشر في أوتاوا من قبل وكالات الجمعية الروحية الوطنية للبهائيين في كندا.
تم الحفاظ على المسكن السابق لماي وويليام ماكسويل في مونتريال كمزار. وهو المنزل الخاص الوحيد في كندا الذي أقام فيه عبد البهاء أثناء رحلاته إلى الغرب. في رسالة بتاريخ يونيو 1953، كتب شوقي أفندي أن المنزل «يجب أن يُنظر إليه باعتباره مزارًا وطنيًا، بسبب ارتباطه بالسيد الحبيب، أثناء زيارته لمونتريال».

## الولايات المتحدة
في عام 1894 أصبح ثورنتون تشيس أول بهائي في أمريكا الشمالية يظل على إيمانه. وبحلول نهاية عام 1894 أصبح أربعة أمريكيين آخرين بهائيين أيضًا. في عام 1909، انعقد المؤتمر الوطني الأول بحضور 39 مندوبًا من 36 مدينة.
في ديسمبر 1999، أعلنت الجمعية الروحية الوطنية للولايات المتحدة أنه من بين ما يقرب من 140 ألف عضو بالغ (15 عامًا فأكثر) في السجلات، كان 70 ألفًا فقط لديهم عناوين معروفة. قدرت دراسة الهوية الدينية الأمريكية (ARIS) التي أجريت في عام 2001، مع حجم عينة بلغ 50 ألف شخص، أن هناك 84 ألف شخص بالغ (21 عامًا فأكثر) من البهائيين في الولايات المتحدة. قدرت جمعية أرشيف بيانات الأديان عدد البهائيين في عام 2005 بنحو 525 ألفًا إلا أن الإحصائيات في فبراير 2011 أظهرت وجود 175 ألفًا باستثناء ألاسكا وهاواي.
على الرغم من أن أغلبية الأميركيين مسيحيون، إلا أن البهائيين يشكلون ثاني أكبر مجموعة دينية في ولاية كارولينا الجنوبية اعتبارًا من مايو 2014. وبناءً على بيانات من عام 2010، كان البهائيون أكبر أقلية دينية في 80 مقاطعة من أصل 3143 مقاطعة في البلاد. في حين أن الأعمال الخيالية المبكرة التي تتعلق بالدين حدثت في أوروبا، فقد ظهر عدد منها في الولايات المتحدة منذ ثمانينيات القرن العشرين، وأحيانًا في وسائل الإعلام الجماهيرية – انظر الإيمان البهائي في الخيال.

## المكسيك
بدأت الديانة البهائية في المكسيك بزيارات البهائيين قبل عام 1916. في عام 1919، نُشرت رسائل من رأس الدين، عبد البهاء، تذكر المكسيك كواحدة من الأماكن التي ينبغي للبهائيين أن يأخذوا دينهم إليها. وبعد انتقال المزيد من الرواد إلى هناك وإجراء الاتصالات، انضم أول مكسيكي إلى الدين في عام 1937، تبع ذلك سريعًا انتخاب أول جمعية روحية محلية بهائية في كل أمريكا اللاتينية في عام 1938. مع استمرار النمو، تم انتخاب الجمعية الروحية الوطنية لأول مرة في عام 1961. تقدر جمعية أرشيف بيانات الأديان (بالاعتماد على الموسوعة المسيحية العالمية) عدد البهائيين بحوالي 38000 في عام 2005.

## أمريكا الوسطى

### بليز
تقدر جمعية أرشيف بيانات الأديان أن عدد البهائيين في بليز بلغ 7776 في عام 2005، أو 2.5% من السكان الوطنيين. وتشير بياناتهم أيضًا إلى أن الديانة البهائية هي ثاني أكثر الديانات شيوعًا في بليز، تليها الهندوسية (2.0%) واليهودية (1.1%). سجل تعداد سكان بليز لعام 2010 وجود 202 بهائيًا.

### كوستاريكا
بدأ الرواد الأوائل في الاستقرار في ساحل ريكا في عام 1940. تبع ذلك سريعًا انتخاب أول جمعية روحية محلية للبهائيين في سان خوسيه في أبريل 1941. تم انتخاب الجمعية الروحية الوطنية لأول مرة في عام 1961. تشير المصادر البهائية إلى أن المجتمع الوطني اعتبارًا من عام 2009 يشمل شعوبًا وقبائل مختلفة يزيد عددها عن 4000 عضو منظمين في مجموعات في أكثر من 30 موقعًا في جميع أنحاء البلاد. تقدر جمعية أرشيف بيانات الأديان (التي تعتمد في الغالب على الموسوعة المسيحية العالمية) عدد البهائيين بنحو 13000 في عام 2005.

### بنما

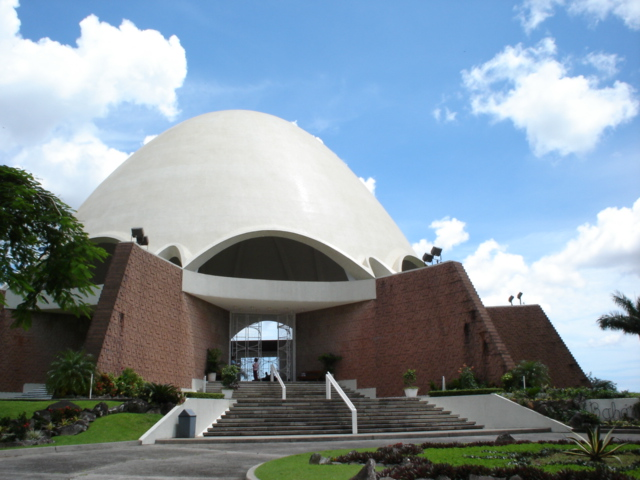
بيت العبادة البهائي، مدينة بنما، بنما

يبدأ تاريخ الدين البهائي في بنما بذكر عبد البهاء في كتاب ألواح الخطة الإلهية، الذي نُشر عام 1919؛ وفي نفس العام، قامت مارثا روت برحلة حول أمريكا الجنوبية وشملت بنما في رحلة العودة على طول الساحل الغربي. بدأ الرواد الأوائل في الاستقرار في بنما في عام 1940. تم انتخاب أول جمعية روحية محلية للبهائيين في بنما، في مدينة بنما، في عام 1946، وتم انتخاب الجمعية الروحية الوطنية لأول مرة في عام 1961. أنشأ البهائيون في بنما دار عبادة بهائية في عام 1972. في عام 1983 ومرة أخرى في عام 1992، تم إنتاج بعض الطوابع التذكارية في بنما بينما حول المجتمع اهتماماته إلى منطقتي سان ميغيلتو وتشيريكي في بنما مع المدارس ومحطة إذاعية. قدرت جمعية أرشيفات بيانات الأديان عدد البهائيين في عام 2005 بنحو 41 ألفًا في حين تشير مصادر أخرى إلى أن العدد يقترب من 60 ألفًا.

## منطقة البحر الكاريبي

### باربادوس
كان أول بهائي يزور باربادوس هو ليونورا أرمسترونج في عام 1927 بينما وصل الرواد الذين انتقلوا إلى الجزيرة بحلول عام 1964. مع المتحولين المحليين انتخبوا أول جمعية روحية محلية بهائية في عام 1965. خلال شهر أكتوبر من عام 1966، خططت لورين لاندو، وهي رائدة في باربادوس، لرحلة إلى عشر جزر. حضر يد القضية علي محمد ورقا الانتخابات الافتتاحية للجمعية الروحية الوطنية للبهائيين في باربادوس في عام 1981. ومنذ ذلك الحين، شارك البهائيون في العديد من المشاريع لصالح المجتمع الأوسع، وفي عام 2001 أفادت مصادر مختلفة أن ما يصل إلى 1.2% من سكان الجزيرة، حوالي 3500 مواطن هم من البهائيين على الرغم من أن بيانات التعداد السكاني البهائي والحكومي تشير إلى أعداد أقل بكثير. في الواقع، سجل تعداد باربادوس لعام 2010 وجود 178 بهائيًا من إجمالي عدد السكان البالغ 250،010 نسمة.

### دومينيكا
وقد تم إدراج جزيرة دومينيكا على وجه التحديد كهدف لخطط نشر الدين في عام 1939 من قبل شوقي أفندي، الذي خلف عبد البهاء كرئيس للدين. في عام 1983، يُنسب إلى بيل نيدن كونه أول رائد في دومينيكا في الاحتفالات المرتبطة بالانتخابات الافتتاحية للجمعية الروحية الوطنية للبهائيين الدومينيكان مع يد القضية، ذكر الله خادم ممثلاً لبيت العدل الأعظم. ومنذ ذلك الحين، شارك البهائيون في العديد من المشاريع لصالح المجتمع الأوسع، وفي عام 2001 أفادت مصادر مختلفة أن ما بين أقل من 1.4% إلى 1.7% من سكان الجزيرة البالغ عددهم حوالي 70 ألف نسمة هم من البهائيين.

### هايتي
أول بهائي يزور هايتي كانت ليونورا أرمسترونج في عام 1927. وبعد ذلك زار آخرون حتى زار لويس جورج جريجوري في يناير 1937 وذكر مجتمعًا صغيرًا من البهائيين الذين يعملون في هايتي. وصل أول رواد الأعمال على المدى الطويل، روث وإلسورث بلاكويل، في عام 1940. بعد وصولهم، تم تشكيل أول جمعية روحية محلية للبهائيين في هايتي في عام 1942 في بورت أو برنس. منذ عام 1951 شارك البهائيون الهايتيون في المنظمات الإقليمية للدين حتى عام 1961 عندما انتخب البهائيون الهايتيون جمعيتهم الروحية الوطنية الخاصة بهم وسرعان ما تولوا أهدافًا تمتد إلى الجزر المجاورة. تشير تقديرات جمعية أرشيف بيانات الأديان (التي تعتمد بشكل أساسي على الموسوعة المسيحية العالمية) إلى وجود حوالي 23000 بهائي في هايتي في عام 2005.

### جامايكا
بدأ مجتمع البهائيين في عام 1942 مع وصول الدكتور مالكولم كينج. تم انتخاب أول جمعية روحية محلية للبهائيين في جامايكا، في كينغستون، في عام 1943. بحلول عام 1957، كان البهائيون في جامايكا منظمين تحت الجمعية الروحية الوطنية الإقليمية لجزر الأنتيل الكبرى، وفي عشية الاستقلال الوطني في عام 1962، انتخب البهائيون في جامايكا جمعيتهم الروحية الوطنية الخاصة بهم في عام 1961. بحلول عام 1981، خرج مئات البهائيين ومئات غير البهائيين إلى اجتماعات نهاية الأسبوع عندما أمضت روحي خانوم ستة أيام في جامايكا. جاء الاعتراف العام بالدين في صورة الحاكم العام لجامايكا، السير هوارد كوك، الذي أعلن عن يوم البهائي الوطني لأول مرة في 25 يوليو عام 2003، وأصبح حدثًا سنويًا منذ ذلك الحين. وفي حين أن هناك أدلة على وجود العديد من المجتمعات النشطة بحلول عام 2008 في جامايكا، فإن تقديرات عدد السكان البهائيين تتراوح من المئات إلى الآلاف. تقدر جمعية أرشيف بيانات الأديان (بالاعتماد على الموسوعة المسيحية العالمية) عدد البهائيين بحوالي 5137 في عام 2005.

### ترينيداد وتوباغو
يبدأ الدين البهائي في ترينيداد وتوباغو بذكر عبد البهاء، رئيس الدين آنذاك، في عام 1916 حيث كانت منطقة البحر الكاريبي من بين الأماكن التي ينبغي للبهائيين أن يأخذوا دينهم إليها. زار البهائيون لأول مرة في عام 1927 بينما وصل الرواد بحلول عام 1956، وانتُخب أول مجلس روحي محلي بهائي في عام 1957 وفي عام 1971 انتُخب أول مجلس روحي وطني بهائي. وقد أشار إحصاء المجتمع بعد ذلك إلى وجود 27 تجمعًا للبهائيين يعيشون في 77 موقعًا. ومنذ ذلك الحين، شارك البهائيون في العديد من المشاريع لصالح المجتمع الأوسع، وفي عامي 2005/2010 أفادت مصادر مختلفة أن ما يقرب من 1.2% من سكان البلاد شاركوا في هذه المشاريع، أي حوالي 10 –16،000

## للقراءة الإضافية
- Echevarria، Lynn (2011). Life Histories of Baháʼí Women in Canada: Constructing Religious Identity in the Twentieth Century. Series 7, Theology and Religion, American University Studies. Peter Lang Publishing Inc. ج. 316. ISBN:9781433114571.
- Garlington، William (2008) [2005]. The Baha'i Faith in America. Rowman & Littlefield. ISBN:978-0742562349. OCLC:1244209170.
- McMullen، Mike (2000). The Baháʼí: The Religious Construction of a Global Identity. Rutgers University Press. ISBN:978-0813528366.
- McMullen، Mike (2015). The Baháʼís of America: The Growth of a Religious Movement. NYU Press. ISBN:978-1-4798-5152-2.
- Stockman، Robert (1985). Baháʼí Faith in America: Origins 1892-1900. Wilmette, Ill.: Baha'i Publishing Trust of the United States. ISBN:978-0-87743-199-2.
- Stockman، Robert (2002). The Baháʼí Faith in America: Early Expansion, 1900-1912 Volume 2. Wilmette, Ill.: George Ronald. ISBN:978-0-87743-282-1.
- Stockman، Robert (2012). ʻAbdu'l-Bahá in America. Wilmette, Ill.: Baha'i Publishing Trust of the United States. ISBN:978-1-931847-97-1.
- van den Hoonaard، Will C. (1996). The Origins of the Bahá'í Community of Canada, 1898-1948. Wilfrid Laurier University Press. ISBN:9781554584956.
- Venters، Louis (2016). No Jim Crow Church: The Origins of South Carolina's Bahá'í Community. University Press of Florida. ISBN:9780813054070.
- Venters، Louis (2019). A History of the Bahá'í Faith in South Carolina. The History Press. ISBN:978-1467117494.

## وصلات خارجية
- إحصاءات العالم البهائي 2001